# Monte Carmelo
Il monte Carmelo (in ebraico הַר הַכַּרְמֶל‎?, Har HaKarmel o anche Kerem-El, lett. "Vigna di Dio"), detto anche monte Carmine, è una catena montuosa lunga 39 km e larga 7 o 8 km, che si trova nell'Alta Galilea, una regione dello Stato di Israele. La catena si sviluppa in direzione nordovest-sudest da Haifa a Jenin ed è delimitata sul fianco NE dalla valle di Jezreel. Questo fianco è molto ripido, mentre quello SO digrada dolcemente. Tocca l'altezza massima di 525 m s.l.m.
In senso più restrittivo il nome di monte Carmelo è applicato alla sua estrema propaggine rocciosa a NO, che si infila nel Mar Mediterraneo. Una volta la città di Haifa si trovava ai piedi del monte Carmelo: ora, con lo sviluppo demografico successivo alla nascita dello stato di Israele, il monte Carmelo è diventato uno dei quartieri della città, in cui si trova anche l'Università di Haifa.
Dal 1996 il monte è stato dichiarato dall'UNESCO riserva della biosfera.

## Preistoria
Sul fianco occidentale del monte vi è la grotta di Kebara, che si è rivelata uno straordinario sito archeologico, e dagli anni trenta in poi ha rivelato tracce di strati del Paleolitico superiore e successivamente, negli anni cinquanta, anche del Paleolitico medio. Negli anni ottanta è stata rinvenuta la sepoltura di un uomo adulto all'interno di una fossa, risalente a 60.000 anni fa e molto affine alla tipologia neandertaliana.
Il monte Carmelo ospita inoltre la grotta di Misliya, nella quale sono stati trovati fossili databili tra 177 000 e 194 000 anni fa, descritti nel 2018 come i più antichi resti di Homo sapiens rinvenuti al di fuori dell'Africa.

## Il monte Carmelo nell'ebraismo
Secondo la Bibbia, nel IX secolo a.C. il Monte Carmelo era il luogo di residenza del profeta Elia. Qui egli sfidò un gruppo di profeti del dio Baal e li vinse (cfr. 1 Re 18,17-40).

## Il monte Carmelo nel cattolicesimo

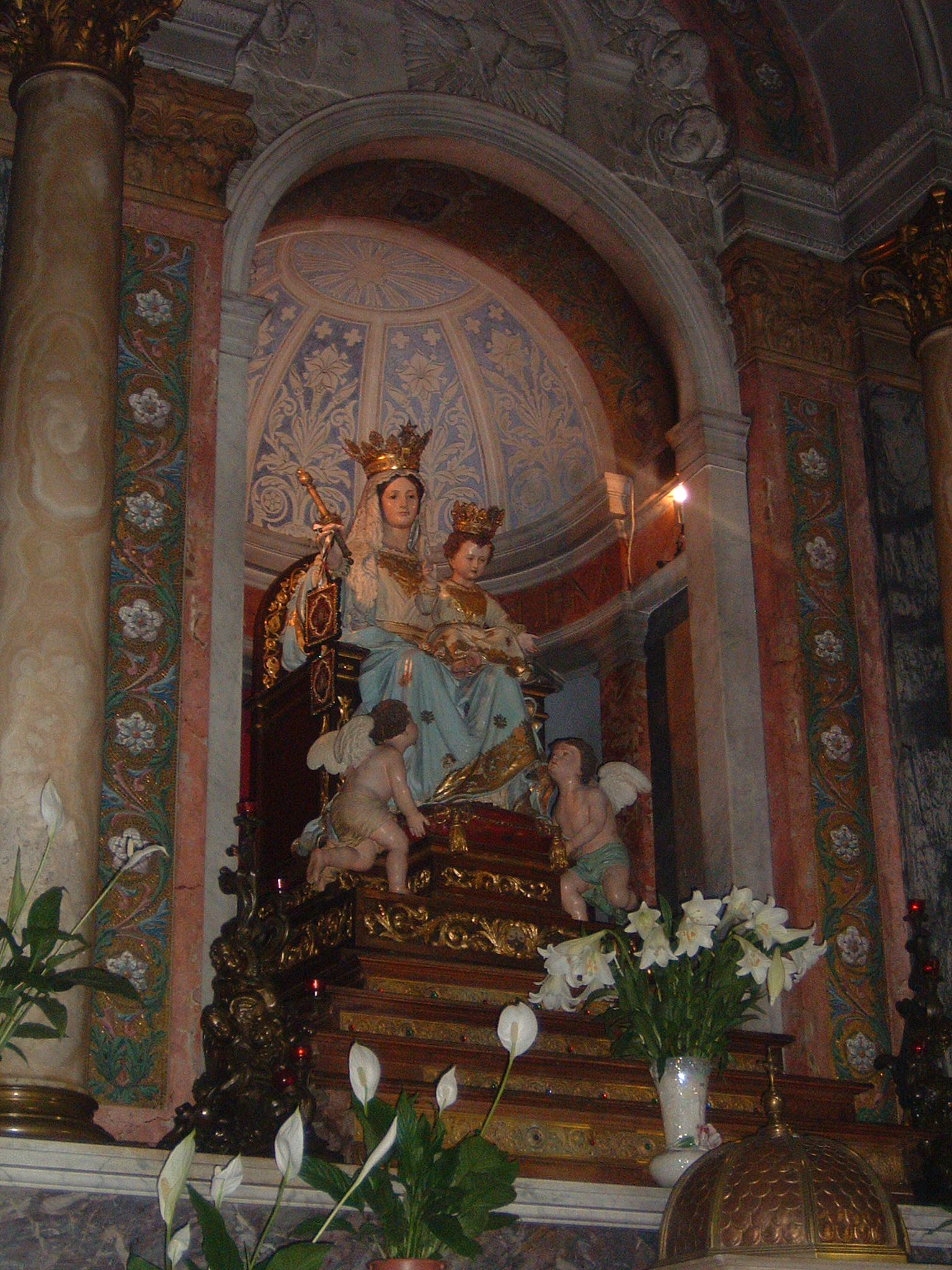
Statua della Beata Vergine del monte Carmelo

Nel XII secolo un gruppo di monaci cattolici vi si ritirò incominciando una vita di contemplazione: da questi monaci nacque l'Ordine del Carmelo, appartenente al culto cattolico. 
La festa liturgica della Beata Vergine Maria del monte Carmelo (uno degli appellativi con cui la Chiesa cattolica venera Maria, anche nella sua variante del Carmine attraverso l'equivalente spagnolo Carmen), fu istituita per commemorare quest'apparizione mariana e si celebra il 16 luglio.

## Il monte Carmelo nella fede bahá'í
Sul monte Carmelo si trovano i principali luoghi santi della fede bahá'í. Vi si trovano il mausoleo del Báb e le sue terrazze, nonché gli edifici che compongono il cosiddetto Arco Bahai. Questi edifici, insieme al mausoleo di Bahá'u'lláh presso Acri, formano il Centro mondiale bahai.
Una profezia trasmessa da Isaia 35, 2 così recita: "Come fiore di narciso fiorisca; sì, canti con gioia e con giubilo. Le è data la gloria del Libano, lo splendore del Carmelo e di Saròn. Essi vedranno la gloria del Signore, la magnificenza del nostro Dio".

## Nella cronaca
All'inizio del Novecento il banchiere francese Edmond Rothschild, sostenitore del movimento sionista, aiutò molti ebrei della Russia cacciati dai pogrom a creare dei vigneti intorno al monte Carmelo; fallì poi nell'intento di sviluppare, come a Grasse, una industria del profumo.
Nel dicembre 2010 il monte è stato teatro di un esteso incendio, rivendicato come doloso da al-Qāʿida. La rivendicazione, tuttavia, è stata accolta con scetticismo dalle autorità israeliane.